# Seznam filmů o blues
Tento seznam shromažďuje filmy pojednávající o blues, historii blues či obecně filmy s bluesovou tematikou.

## Filmy
- St. Louis Blues (1929) - krátkometrážní film s Bessie Smith
- Birth of the Blues (1941)
- Blues in the Night (1941)
- Sounder (1972)
- Leadbelly (1976)
- Bratři Bluesovi (1980), originální název: The Blues Brothers
- Křižovatky (1986), originální název: Crossroads
- Blues Brothers 2000 (1998)
- Bratříčku, kde jsi? (2000), originální název: O Brother, Where Art Thou?
- Ray (2004)
- Lackawanna blues (2005)
- V řetězech (2006), originální název: Black Snake Moan
- Honeydripper (2007)
- Hounddog (2007)
- Who Do You Love (2008)
- Cadillac Records (2008)

## Dokumenty
- Festival (1967) - dokument o festivalech lidové hudby v americkém Newportu v letech 1963-66
- Sonny Ford, Delta Artist (1969) - dokument Billa Ferrise o Jamesi "Son" Thomasovi
- Blues podle Lightnin' Hopkinse (1970), originální název: Blues Accordin' to Lightin' Hopkins - krátký dokument o Lightnin' Hopkinsovi
- Give My Poor Heart Ease: Mississippi Delta Bluesmen (1975) - dokument o delta blues prostřednictvím vzpomínek a vystoupení B. B. Kinga, Sona Thomase a dalších
- Born for Hard Luck: Peg Leg Sam Jackson (1976) - portrét Arthura "Peg Leg Sam" Jacksona, hráče na harmoniku, zpěváka a komika z Jižní Karolíny
- The Land Where the Blues Began' (1979) - dokument Alana Lomaxe obsahující vystoupení a příběhy mnoha bluesových hudebníků
- Mississippi Blues (1983) - dokument odhalování duše lidové hudby a společnosti státu Mississippi
- Dreams and Songs of the Noble Old (1991) - dokument Alana Lomaxe o talentech a moudrosti starých hudebníků, zpěváků a vypravěčů
- Deep Blues: A Musical Pilgrimage to the Crossroads (1992) - dokument zfilmovaný podle knihy Roberta Palmera Opravdové blues. Palmer zde v doprovodu kytaristy Davea Stewarta putuje po místech, kde se zrodilo delta blues.
- 'The Search for Robert Johnson' (1992) - dokument mapující kariéru legendárního Roberta Johnsona
- Bluesland: A Portrait In American Music (1993) - dokument PBS z cyklu Masters of American Music
- John Lee Hooker (1993) - britský dokument o Johnu Lee Hokerovi
- Can't You Hear The Wind Howl? The Life & Music of Robert Johnson (1997) - dokument o bluesové legendě Robertu Johnsonovi
- Bluesová odysea Billa Wymana (2001), originální název: Bill Wyman's Blues Odyssey
- Desperate Man Blues (2003) - odkrývání kořenů americké hudby se sběratelem nahrávek Joem Bussardem
- The Blues, a Musical Journey (2003) - projekt Martina Scorseseho skládající se ze sedmi dokumentů:
  - Feel Like Going Home (Martin Scorsese): o afrických kořenech bluesu
  - The Soul of a Man (Wim Wenders): o Skipu Jamesovi, Blind Willie Johnsonovi and J. B. Lenoirovi
  - The Road to Memphis (Richard Pearce): o přínosech B. B. Kinga
  - Warming by the Devil's Fire (Charles Burnett): film s bluesovým tématem
  - Godfathers and Sons (Marc Levin): o Chicago blues a hip-hopu
  - Red, White & Blues (Mike Figgis): o hudbě ovlivněné British blues (např. Tom Jones, Van Morrison)
  - Piano Blues (Clint Eastwood): zaměřuje se na bluesové pianisty jako byl Ray Charles nebo Dr. John
- Lovec písní Alan Lomax (2004), originální název: Lomax the Songhunter
- Richard Johnston: Hill Country Troubadour: Max Shores (2005) - dokument o R. L. Burnside, Jessie Mae Hemphill, Junior Kimbrough, Richard Johnston a dalších bluesových hudebnících.
- You See Me Laughin' (2005)
- Cheat You Fair: The Story of Maxwell Street (2006) - dokument režiséra Phila Ranstroma, který se zabývá fenoménem slavné chicagské Maxwell Street, kde se zrodilo chicagské blues
- Electrified: The Story of the Maxwell Street Urban Blues (2008) - druhý dokument Phila Ranstroma o Maxwell Street, kde se opět vzpomíná na hvězdy jako Buddy Guy, Junior Wells, Charlie Musselwhite či Bo Diddley
- It Might Get Loud (2008) - dokument o třech odlišných kytaristech, kde mj. Jack White popisuje bluesové kořeny, ze kterých čerpá
- Hugh Laurie: Let Them Talk - A Celebration of New Orleans Blues (2011) - dokument spojený s živým vystoupením, kde se Hugh Laurie vydává za kořeny neworleanského blues
- Lead Belly: Life, Legend, Legacy (2012) - dokument o životě Huddie W. Ledbettera, známého jako Leadbelly